# Middleburg (Florida)
Middleburg ist ein census-designated place (CDP) im Clay County im US-Bundesstaat Florida. Das U.S. Census Bureau hat bei der Volkszählung 2020 eine Einwohnerzahl von 12.881 ermittelt.

## Geographie
Middleburg liegt jeweils rund 20 Kilometer westlich von Green Cove Springs und südlich von Jacksonville. Der CDP wird von der Florida State Road 21 durchquert.

## Demographische Daten
Laut der Volkszählung 2010 verteilten sich die damaligen 13.008 Einwohner auf 4.891 Haushalte. Die Bevölkerungsdichte lag bei 274,4 Einw./km². 92,9 % der Bevölkerung bezeichneten sich als Weiße, 3,1 % als Afroamerikaner, 0,6 % als Indianer und 0,7 % als Asian Americans. 0,9 % gaben die Angehörigkeit zu einer anderen Ethnie und 1,8 % zu mehreren Ethnien an. 4,1 % der Bevölkerung bestand aus Hispanics oder Latinos.
Im Jahr 2010 lebten in 39,2 % aller Haushalte Kinder unter 18 Jahren sowie 22,0 % aller Haushalte Personen mit mindestens 65 Jahren. 77,1 % der Haushalte waren Familienhaushalte (bestehend aus verheirateten Paaren mit oder ohne Nachkommen bzw. einem Elternteil mit Nachkomme). Die durchschnittliche Größe eines Haushalts lag bei 2,88 Personen und die durchschnittliche Familiengröße bei 3,20 Personen.
28,1 % der Bevölkerung waren jünger als 20 Jahre, 23,2 % waren 20 bis 39 Jahre alt, 32,8 % waren 40 bis 59 Jahre alt und 15,8 % waren mindestens 60 Jahre alt. Das mittlere Alter betrug 39 Jahre. 50,3 % der Bevölkerung waren männlich und 49,7 % weiblich.
Das durchschnittliche Jahreseinkommen lag bei 51.250 $, dabei lebten 16,1 % der Bevölkerung unter der Armutsgrenze.
Im Jahr 2000 war Englisch die Muttersprache von 95,63 % der Bevölkerung, spanisch sprachen 3,80 % und 0,57 % hatten eine andere Muttersprache.

## Sehenswürdigkeiten
Folgende Objekte sind im National Register of Historic Places gelistet:
- Frosard W. Budington House
- George A. Chalker House
- Clark-Chalker House
- George Randolph Frisbee, Jr. House
- Haskell-Long House
- Methodist Episcopal Church at Black Creek
- Middleburg Historic District